# Johnny Moore (Musiker, 1906)
John Dudley Moore (* 20. Oktober 1906 in Austin, Texas; † 6. Januar 1969 in Los Angeles, Kalifornien), bekannt als Johnny Moore, war ein US-amerikanischer R&B-Gitarrist und Bandleader, der mit seiner Band The Three Blazers in den 1940ern und 1950ern erfolgreich war. Allmusic schreibt ihm einen frühen Einfluss auf Chuck Berry zu (early influence on Chuck Berry’s playing style).

## Biografie
Johnny Moore und sein jüngerer Bruder Oscar spielten in jungen Jahren zusammen akustische Gitarre. Nachdem die Familie nach Los Angeles umgezogen war, wandte sich Oscar unter dem Einfluss von Charlie Christian dem Jazz zu, während Johnny dem Rhythm and Blues treu blieb. Johnny Moore gründete die Band „The Three Blazers“, zu der neben ihm selbst Charles Brown (Piano, Gesang) und Eddie Williams (Bass) gehörten.
Der größte Hit in den R&B-Charts der Blazers war Driftin’ Blues (1946), dem etliche weitere folgten, etwa Merry Christmas Baby (1947). 1948 verließ Charles Brown die Gruppe, um eine erfolgreiche Solokarriere zu starten. In der Folge hatten die Blazers verschiedene Sänger. Zeitweise gehörte auch Oscar Moore zur Band.
Johnny Moore’s Three Blazers bestanden bis in die 1960er Jahre hinein. Johnny Moore war ferner an Plattenaufnahmen von Ivory Joe Hunter, Oscar Moore, Joe Liggins, Frankie Laine, Charles Brown und Marl Jones beteiligt.